# Rolnictwo na Białorusi
     >5000 kg/ha
     4500—5000 kg/ha
     4000—4500 kg/ha
     3500—4000 kg/ha
     3000—3500 kg/ha
     2500—3000 kg/ha
     <2500 kg/ha

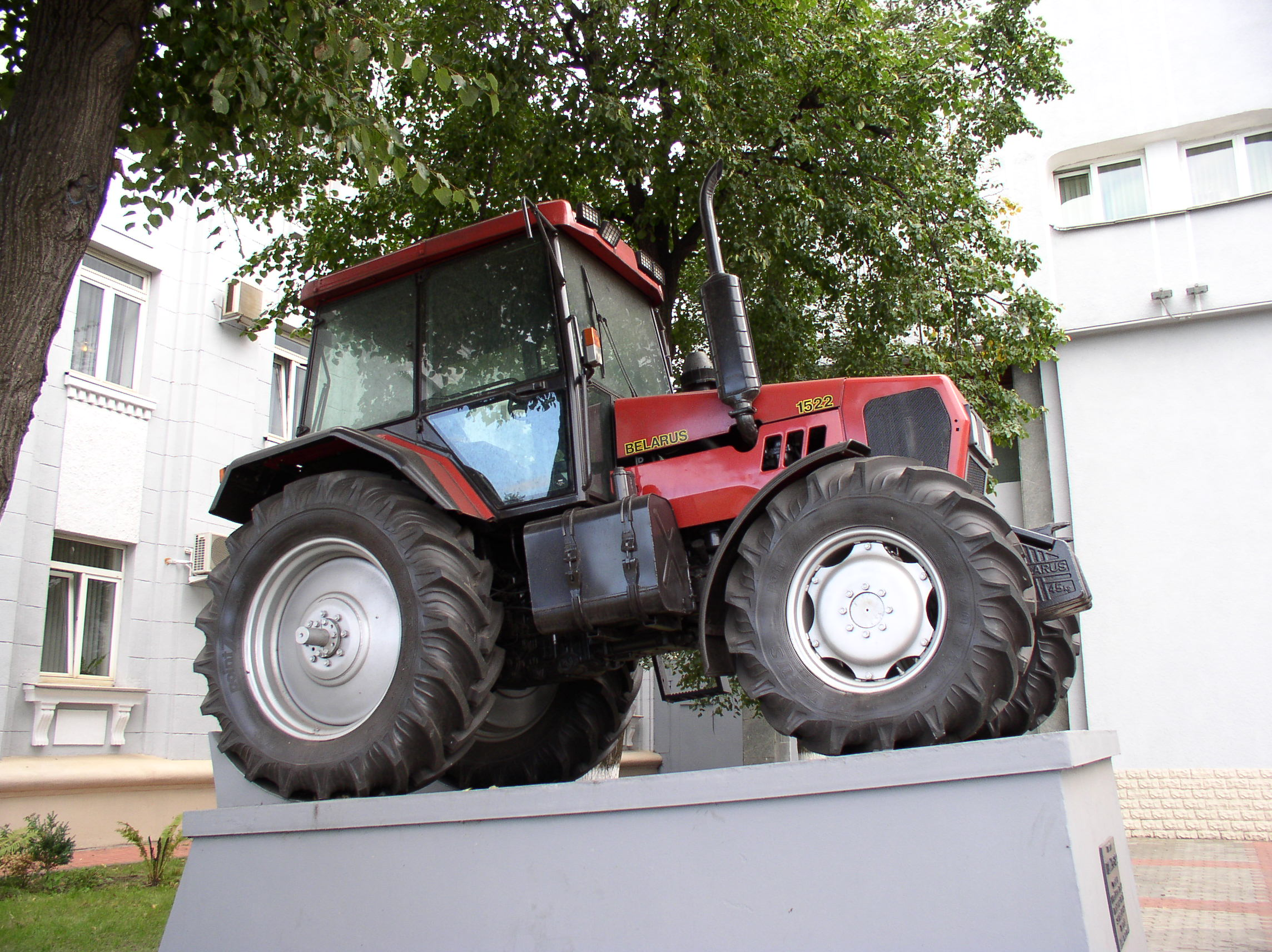
Traktor „Biełarus”

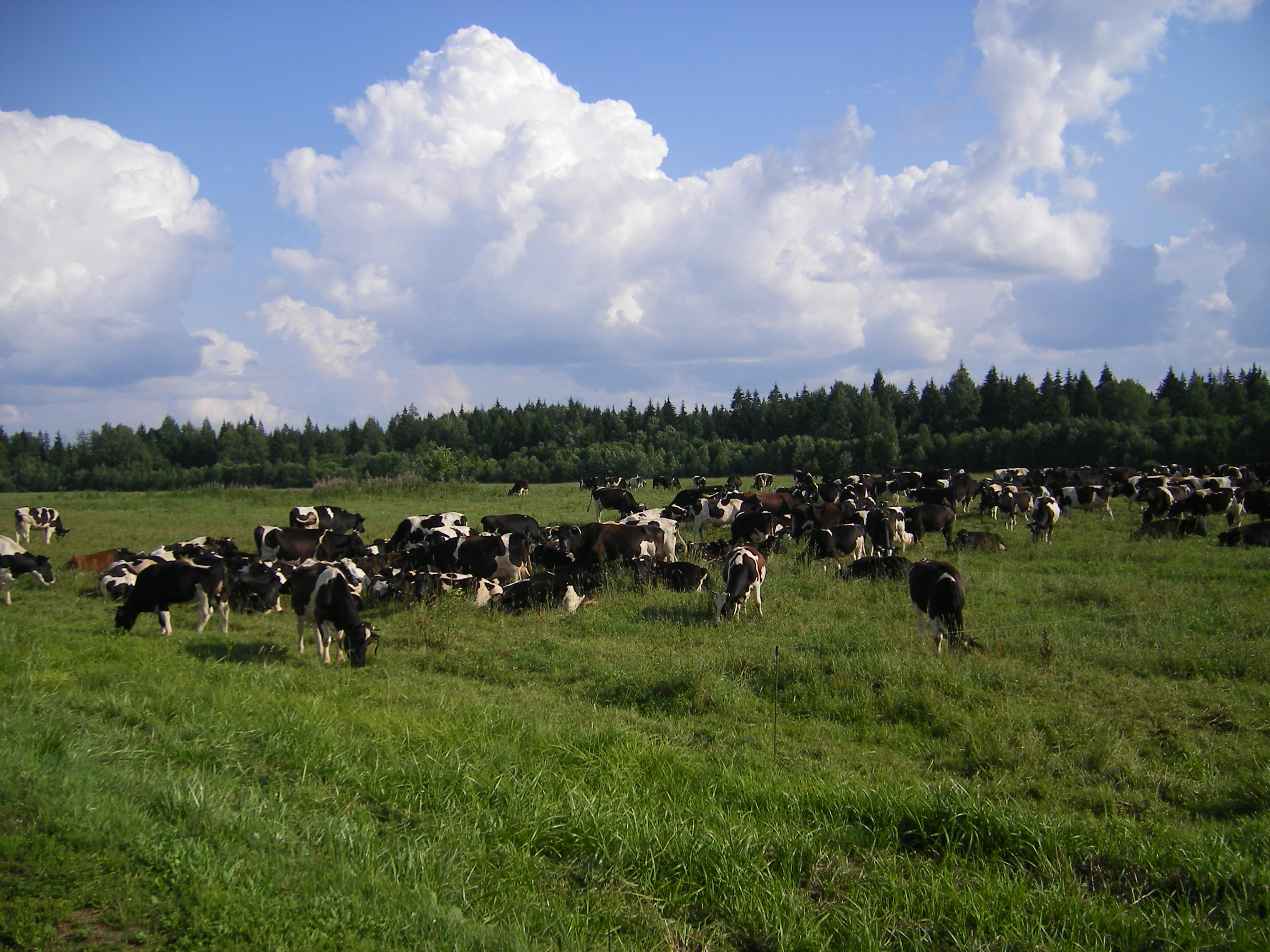
Krowy na pastwisku w rejonie szumilińskim

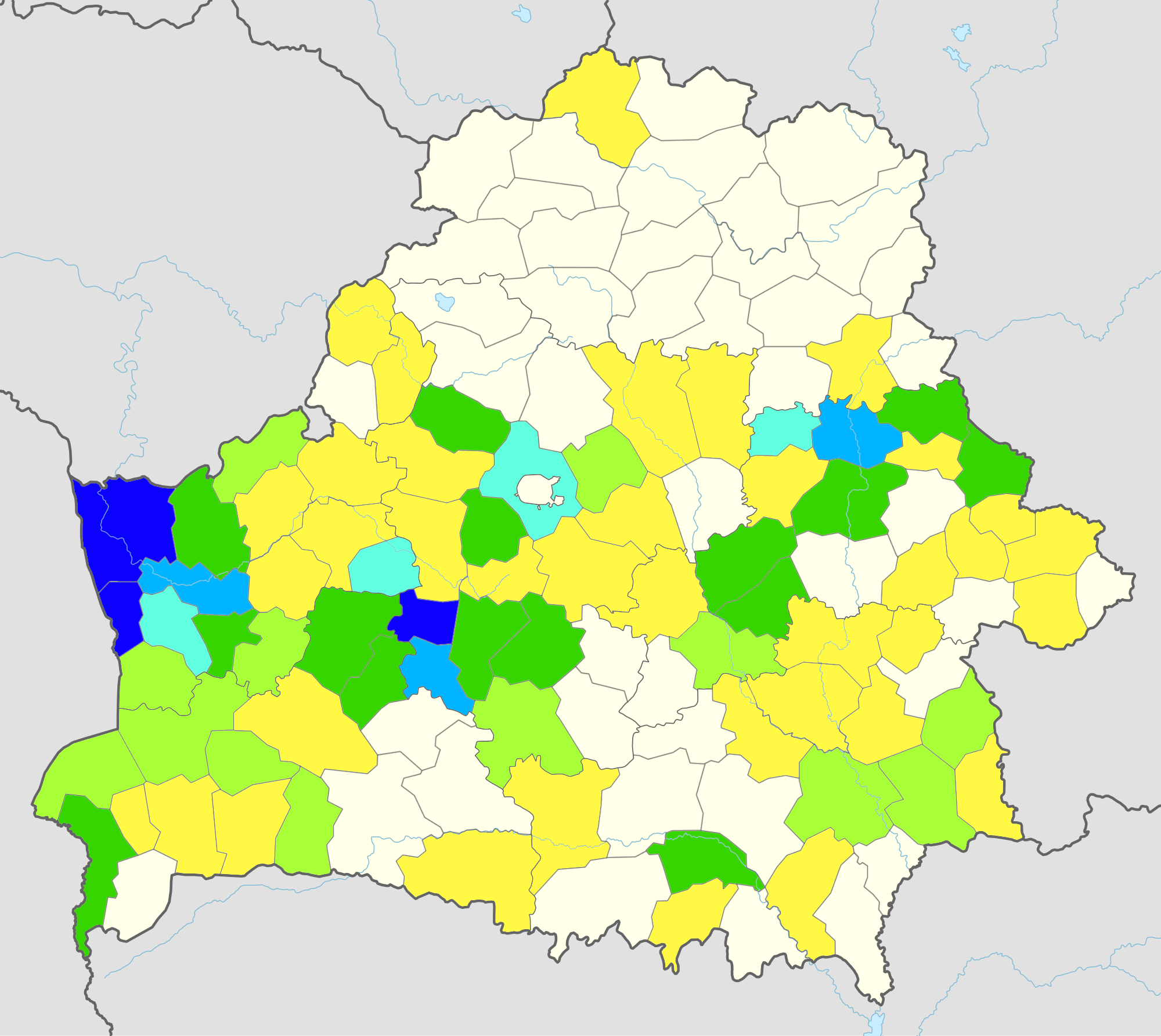
Średni plon zbóż w rejonach Białorusi (2013)
>5000 kg/ha
4500—5000 kg/ha
4000—4500 kg/ha
3500—4000 kg/ha
3000—3500 kg/ha
2500—3000 kg/ha
<2500 kg/ha

Rolnictwo na Białorusi jest ważnym działem krajowej gospodarki, który w latach 2005–2012 zapewniał od 8,4 do 9,2% PKB oraz od 13,3 do 17,5% inwestycji w kapitał podstawowy. Udział produkcji rolniczej stanowił w latach 2005–2012 od 7,2 do 13,4% eksportu Białorusi. W rolnictwie zatrudnionych było w 2012 roku 349,8 tys. mieszkańców kraju, co stanowi 8,5% ludności.

## Czynniki fizycznogeograficzne

### Agroklimat
Na terytorium Białorusi panuje klimat umiarkowany, przejściowy między morskim a kontynentalnym, charakterystyczny dla całej Niziny Wschodnioeuropejskiej. Podstawowymi cechami klimatu Białorusi są łagodność, niewielkie amplitudy temperatur, korzystny bilans opadów. Suma opadów zmniejsza się z północnego zachodu na południowy wschód. Obserwowane są znaczne wahania rocznej sumy opadów – od około 300 mm w latach najbardziej suchych do ponad 1100 mm. Średnia roczna temperatura wzrasta stopniowo z północnego wschodu na południowy zachód od +5,5 °C do +7,5 °C. W okresie jesienno-zimowym wilgotność względna powietrza przekracza 80%, wiosną i latem obniża się do 50-60%, a w niektóre dni nawet do poziomu 30%.
Wśród zasadniczych cech agroklimatu Białorusi wyróżnić należy długi okres wegetacji (od 184 dni na północnym wschodzie do 215 na południowym zachodzie), okres bezmroźny trwający od 145 do 165 dni, dostateczną dla uprawy roślin ilość opadów (350-500 mm w ciepłym okresie, niekorzystna suma opadów występuje w zasadzie tylko na południowym wschodzie kraju).
Najgorsze warunki agroklimatyczne występują w obwodzie witebskim.

### Gleby
W strukturze gruntów ornych na Białorusi przeważają (z udziałem 87,5%) gleby darniowo-bielicowe i darniowo-bielicowe zabłocone. Ze względu na wynikającą z ich natury niską urodzajność uzyskanie wysokiego i stabilnego plonu roślin uprawnych na takich glebach możliwe jest tylko pod warunkiem zastosowania odpowiednich ilości nawozów mineralnych i organicznych, które zapewnią odpowiedni balans podstawowych elementów pokarmowych.

### Hydrologia
Sieć rzeczna Białorusi składa się z około 20 800 rzek i strug o łącznej długości 90 600 km. Cechą charakterystyczną Białorusi jest również duża liczba jezior, których jest ponad 10 tysięcy (przeważają niewielkie o powierzchni poniżej 0,25 km²). Łączna powierzchnia lustra wodnego jezior Białorusi sięga 1,6 tys. km². Białoruś jest krajem o korzystnych dla działalności gospodarczej zasobach wodnych. Zabezpieczenie w wodę na jednego mieszkańca sięga 3,6 tys. m³, co jest poziomem o wiele wyższym niż w wielu innych krajach Europy. Najlepsze warunki wodne obecne są w północno-zachodnich rejonach kraju, a najgorsze – w południowo-wschodnich.

## Czynniki pozaprzyrodnicze

### Urbanizacja
Na początku 2013 na obszarach wiejskich mieszkało 2,243 mln osób, co stanowiło 23,7% ludności kraju.
W okresie powojennym liczba ludności wiejskiej stale się zmniejszała. Jeszcze w 1950 na wsi mieszkało 79,0% ludności. Rok 1975 był ostatnim, w którym liczba ludności wiejskiej przeważała nad miejską.
Obecnie w żadnym z obwodów Białorusi ludność wiejska nie przeważa liczebnie nad miejską. Największym udziałem ludności wiejskiej cechował się na początku 2013 obwód miński (43,5%) oraz brzeski (32,2%). W pozostałych obwodach na wsiach mieszka mniej niż 30% mieszkańców: w obwodzie mohylewskim 22,3%, witebskim 24,7%, homelskim – 24,8%, grodzieńskim 27,9%.

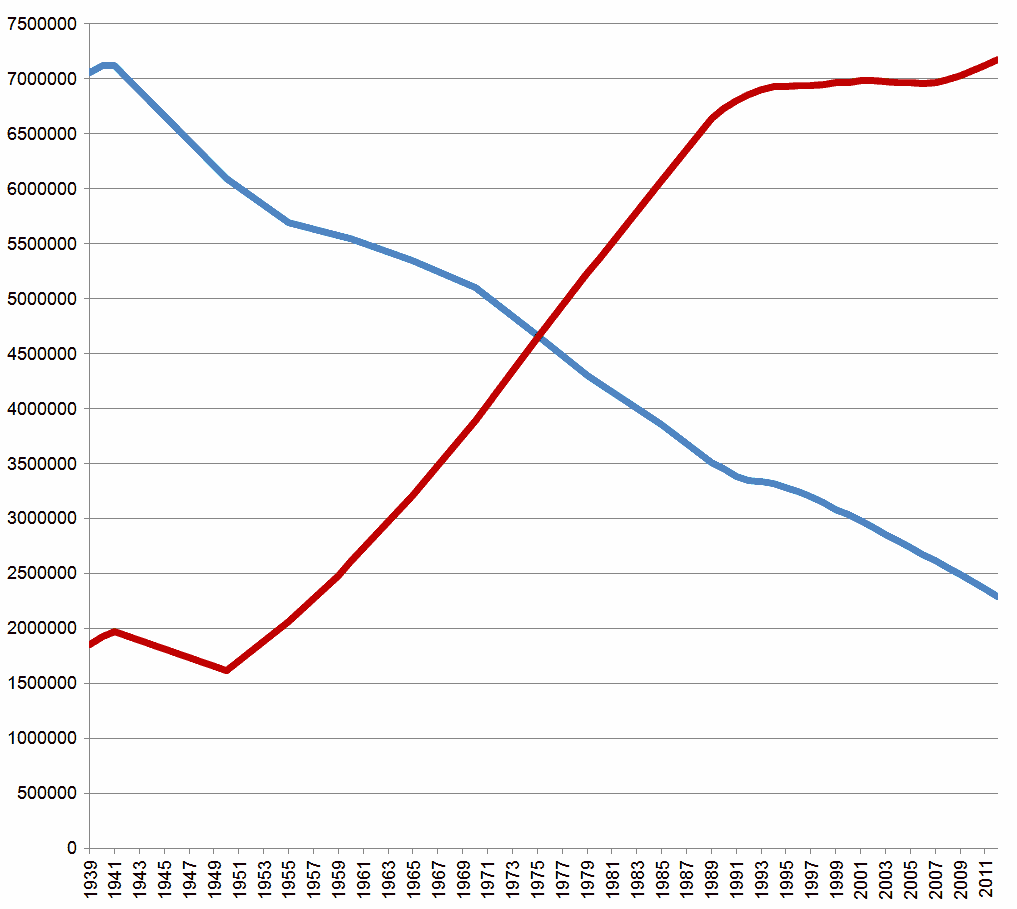
Dynamika populacji wiejskiej i miejskiej na Białorusi
ludność wiejska
ludność miejska

     ludność wiejska
     ludność miejska
| Zmiana liczby ludności zamieszkałej na wsi w latach 1950–2013 \| rok \| ludność w tys. \| wiejska \| wiejska \| \| rok \| ludność w tys. \| w tys. \| odsetek \| \| ---- \| -------------- \| ------- \| ------- \| \| 1950 \| 7 709,0 \| 6 089,5 \| 79,0% \| \| 1951 \| 7 781,1 \| 6 055,1 \| 77,8% \| \| 1952 \| 7 748,7 \| 5 921,4 \| 76,4% \| \| 1953 \| 7 693,4 \| 5 790,6 \| 75,3% \| \| 1954 \| 7 685,6 \| 5 696,7 \| 74,1% \| \| 1955 \| 7 757,2 \| 5 692,8 \| 73,4% \| \| 1956 \| 7 850,2 \| 5 734,5 \| 73,0% \| \| 1957 \| 7 910,0 \| 5 714,3 \| 72,2% \| \| 1958 \| 7 961,6 \| 5 652,2 \| 71,0% \| \| 1959 \| 8 055,7 \| 5 575,2 \| 69,2% \| \| 1960 \| 8 147,4 \| 5 542,3 \| 68,0% \| \| 1961 \| 8 233,3 \| 5 487,9 \| 66,7% \| \| 1962 \| 8 335,2 \| 5 464,6 \| 65,6% \| \| 1963 \| 8 435,4 \| 5 447,2 \| 64,6% \| \| 1964 \| 8 479,8 \| 5 387,5 \| 63,5% \| \| 1965 \| 8 557,9 \| 5 349,3 \| 62,5% \| \| 1966 \| 8 655,7 \| 5 319,1 \| 61,5% \| \| 1967 \| 8 761,8 \| 5 289,3 \| 60,4% \| \| 1968 \| 8 838,7 \| 5 231,5 \| 59,2% \| \| 1969 \| 8 915,0 \| 5 162,3 \| 57,9% \| \| 1970 \| 8 992,2 \| 5 101,6 \| 56,7% \| \| 1971 \| 9 048,7 \| 5 030,4 \| 55,6% \| \| 1972 \| 9 118,1 \| 4 953,8 \| 54,3% \| \| 1973 \| 9 182,4 \| 4 855,7 \| 52,9% \| \| 1974 \| 9 251,4 \| 4 760,4 \| 51,5% \| \| 1975 \| 9 317,2 \| 4 668,1 \| 50,1% \| \| 1976 \| 9 360,5 \| 4 565,0 \| 48,8% \| \| 1977 \| 9 406,2 \| 4 474,0 \| 47,6% \| \| 1978 \| 9 463,5 \| 4 388,4 \| 46,4% \| \| 1979 \| 9 532,5 \| 4 298,2 \| 45,1% \| \| 1980 \| 9 591,8 \| 4 230,3 \| 44,1% \| \| 1981 \| 9 662,9 \| 4 157,3 \| 43,0% \| \| 1982 \| 9 736,1 \| 4 086,4 \| 42,0% \| \| 1983 \| 9 800,6 \| 4 011,9 \| 40,9% \| \| 1984 \| 9 869,4 \| 3 929,8 \| 39,8% \| \| 1985 \| 9 929,0 \| 3 851,6 \| 38,8% \| \| 1986 \| 9 986,4 \| 3 771,3 \| 37,8% \| \| 1987 \| 10 042,8 \| 3 696,2 \| 36,8% \| \| 1988 \| 10 089,7 \| 3 601,3 \| 35,7% \| \| 1989 \| 10 151,8 \| 3 510,4 \| 34,6% \| \| 1990 \| 10 188,9 \| 3 457,0 \| 33,9% \| \| 1991 \| 10 189,8 \| 3 384,7 \| 33,2% \| \| 1992 \| 10 198,3 \| 3 342,0 \| 32,8% \| \| 1993 \| 10 234,6 \| 3 335,3 \| 32,6% \| \| 1994 \| 10 243,5 \| 3 316,5 \| 32,4% \| \| 1995 \| 10 210,4 \| 3 278,2 \| 32,1% \| \| 1996 \| 10 177,3 \| 3 242,6 \| 31,9% \| \| 1997 \| 10 141,9 \| 3 203,9 \| 31,6% \| \| 1998 \| 10 093,0 \| 3 146,9 \| 31,2% \| \| 1999 \| 10 045,2 \| 3 083,7 \| 30,7% \| \| 2000 \| 10 002,5 \| 3 035,1 \| 30,3% \| \| 2001 \| 9 956,7 \| 2 977,1 \| 29,9% \| \| 2002 \| 9 900,4 \| 2 917,5 \| 29,5% \| \| 2003 \| 9 830,7 \| 2 857,2 \| 29,1% \| \| 2004 \| 9 762,8 \| 2 794,8 \| 28,6% \| \| 2005 \| 9 697,5 \| 2 732,1 \| 28,2% \| \| 2006 \| 9 630,4 \| 2 673,7 \| 27,8% \| \| 2007 \| 9 579,5 \| 2 615,6 \| 27,3% \| \| 2008 \| 9 542,4 \| 2 553,2 \| 26,8% \| \| 2009 \| 9 513,6 \| 2 486,5 \| 26,1% \| \| 2010 \| 9 500,0 \| 2 422,9 \| 25,5% \| \| 2011 \| 9 481,2 \| 2 358,8 \| 24,9% \| \| 2012 \| 9 465,2 \| 2 290,2 \| 24,2% \| \| 2013 \| 9 463,8 \| 2 242,9 \| 23,7% \| |                |         |         |
| rok | ludność w tys. | wiejska | wiejska |
| rok | ludność w tys. | w tys.  | odsetek |
| 1950 | 7 709,0        | 6 089,5 | 79,0%   |
| 1951 | 7 781,1        | 6 055,1 | 77,8%   |
| 1952 | 7 748,7        | 5 921,4 | 76,4%   |
| 1953 | 7 693,4        | 5 790,6 | 75,3%   |
| 1954 | 7 685,6        | 5 696,7 | 74,1%   |
| 1955 | 7 757,2        | 5 692,8 | 73,4%   |
| 1956 | 7 850,2        | 5 734,5 | 73,0%   |
| 1957 | 7 910,0        | 5 714,3 | 72,2%   |
| 1958 | 7 961,6        | 5 652,2 | 71,0%   |
| 1959 | 8 055,7        | 5 575,2 | 69,2%   |
| 1960 | 8 147,4        | 5 542,3 | 68,0%   |
| 1961 | 8 233,3        | 5 487,9 | 66,7%   |
| 1962 | 8 335,2        | 5 464,6 | 65,6%   |
| 1963 | 8 435,4        | 5 447,2 | 64,6%   |
| 1964 | 8 479,8        | 5 387,5 | 63,5%   |
| 1965 | 8 557,9        | 5 349,3 | 62,5%   |
| 1966 | 8 655,7        | 5 319,1 | 61,5%   |
| 1967 | 8 761,8        | 5 289,3 | 60,4%   |
| 1968 | 8 838,7        | 5 231,5 | 59,2%   |
| 1969 | 8 915,0        | 5 162,3 | 57,9%   |
| 1970 | 8 992,2        | 5 101,6 | 56,7%   |
| 1971 | 9 048,7        | 5 030,4 | 55,6%   |
| 1972 | 9 118,1        | 4 953,8 | 54,3%   |
| 1973 | 9 182,4        | 4 855,7 | 52,9%   |
| 1974 | 9 251,4        | 4 760,4 | 51,5%   |
| 1975 | 9 317,2        | 4 668,1 | 50,1%   |
| 1976 | 9 360,5        | 4 565,0 | 48,8%   |
| 1977 | 9 406,2        | 4 474,0 | 47,6%   |
| 1978 | 9 463,5        | 4 388,4 | 46,4%   |
| 1979 | 9 532,5        | 4 298,2 | 45,1%   |
| 1980 | 9 591,8        | 4 230,3 | 44,1%   |
| 1981 | 9 662,9        | 4 157,3 | 43,0%   |
| 1982 | 9 736,1        | 4 086,4 | 42,0%   |
| 1983 | 9 800,6        | 4 011,9 | 40,9%   |
| 1984 | 9 869,4        | 3 929,8 | 39,8%   |
| 1985 | 9 929,0        | 3 851,6 | 38,8%   |
| 1986 | 9 986,4        | 3 771,3 | 37,8%   |
| 1987 | 10 042,8       | 3 696,2 | 36,8%   |
| 1988 | 10 089,7       | 3 601,3 | 35,7%   |
| 1989 | 10 151,8       | 3 510,4 | 34,6%   |
| 1990 | 10 188,9       | 3 457,0 | 33,9%   |
| 1991 | 10 189,8       | 3 384,7 | 33,2%   |
| 1992 | 10 198,3       | 3 342,0 | 32,8%   |
| 1993 | 10 234,6       | 3 335,3 | 32,6%   |
| 1994 | 10 243,5       | 3 316,5 | 32,4%   |
| 1995 | 10 210,4       | 3 278,2 | 32,1%   |
| 1996 | 10 177,3       | 3 242,6 | 31,9%   |
| 1997 | 10 141,9       | 3 203,9 | 31,6%   |
| 1998 | 10 093,0       | 3 146,9 | 31,2%   |
| 1999 | 10 045,2       | 3 083,7 | 30,7%   |
| 2000 | 10 002,5       | 3 035,1 | 30,3%   |
| 2001 | 9 956,7        | 2 977,1 | 29,9%   |
| 2002 | 9 900,4        | 2 917,5 | 29,5%   |
| 2003 | 9 830,7        | 2 857,2 | 29,1%   |
| 2004 | 9 762,8        | 2 794,8 | 28,6%   |
| 2005 | 9 697,5        | 2 732,1 | 28,2%   |
| 2006 | 9 630,4        | 2 673,7 | 27,8%   |
| 2007 | 9 579,5        | 2 615,6 | 27,3%   |
| 2008 | 9 542,4        | 2 553,2 | 26,8%   |
| 2009 | 9 513,6        | 2 486,5 | 26,1%   |
| 2010 | 9 500,0        | 2 422,9 | 25,5%   |
| 2011 | 9 481,2        | 2 358,8 | 24,9%   |
| 2012 | 9 465,2        | 2 290,2 | 24,2%   |
| 2013 | 9 463,8        | 2 242,9 | 23,7%   |

### Polityka rolna
Na Białorusi wyróżnić można zasadniczo trzy rodzaje gospodarstw rolnych:
- spółdzielnie rolnicze (tak zwane organizacje rolnicze, ros. sielskochoziajstwiennyje organizacyi, biał. sielskahaspadarczyja arhanizacyi);
- indywidualne (określane jako „pomocnicze”) gospodarstwa prowadzone przez mieszkańców stale bądź czasowo mieszkających na danym obszarze wiejskim, nie należące do spółdzielni (ros. choziajstwa nasielenija, biał. haspadarki nasielnictwa);
- gospodarstwa prywatne zarejestrowane jako osoba prawna (tak zwane gospodarstwa farmerskie, ros. fiermierskije choziajstwa; biał. fiermierskija haspadarki).

Podstawę rolnictwa stanowią przedsiębiorstwa rolnicze – kołchozy i sowchozy, działające obecnie w warunkach rynkowych, ale korzystające z aktywnego wsparcia państwowego. Na przedsiębiorstwa te w 2012 przypadło 98,8% produkcji włókna lnianego, 98,6% – buraka cukrowego, 95,7% ziarna, 88,4% bydła i ptactwa na ubój (w żywej wadze), 91,1% produkcji mleka, 67,9% jaj, 20,3% warzyw, 17,9% ziemniaków, 8,5% wełny. Charakterystycznym zjawiskiem jest jednak fakt, iż gospodarstwa prowadzone przez mieszkańców, a nie należące do spółdzielni rolniczych, produkują znaczne ilości niektórych dóbr, mimo że nie korzystają z bezpośrednich subwencji państwowych. Gospodarstwa takie w 2012 wyprodukowały na przykład 87,2% wełny, 78,2% ziemniaków, 66,4% warzyw, 32% jaj czy 8,7% mleka. Gospodarstwa farmerskie większą rolę odgrywają obecnie jedynie w produkcji warzyw (13,3% w 2012), w przypadku pozostałych dziedzin ich znaczenie jest marginalne – w 2012 roku wyprodukowały one 4,3% wełny, 3,9% ziemniaków, 1,4% ziarna, 1,4% buraków cukrowych, 0,5% bydła i ptactwa na ubój (w żywej wadze), 0,2% mleka, 0,2% włókna lnianego.

#### Problemy rozwoju
W latach 2005–2010 na Białorusi realizowany był Państwowy Program Odrodzenia i Rozwoju Wsi. W ramach tego programu tylko w 2007 roku rząd Białorusi dofinansował rolnictwo kwotą 2,5 miliarda USD, jednak efekt ekonomiczny tych działań okazał się nieznaczny, co przyznał również sam rząd Białorusi. Mimo słabych rezultatów program był kontynuowany. W 2008 wicepremier Białorusi U. Siamaszka przyznał, iż poziom dotacji państwowych w rolnictwie sięga 60%.
Szereg ekspertów uważa, iż białoruskie rolnictwo jest nieefektywne. Były minister rolnictwa L. Rusak przyznawał w 2008, iż znaczna część białoruskiej produkcji rolniczej, nawet przy znacznym jej subsydiowaniu, jest droższa niż odpowiednie produkty z innych europejskich krajów, co doprowadza do nieopłacalności eksportu. Według przedstawionych wówczas przez byłego ministra danych do wyprodukowania jednego kilograma mięsa na Białorusi zużywane jest od ośmiu do dziesięciu razy więcej energii niż w krajach rozwiniętych. Ekonomista M. Zalesskij wskazywał w tym samym czasie, iż zasadniczym problemem białoruskiego rolnictwa jest skrajna nieefektywność wielkopowierzchniowych kołchozów i złe zarządzanie nimi. Ekonomista zawracał uwagę na zaskakująco wysoką efektywność niewielkich gospodarstw prywatnych, które mimo iż dysponują powierzchnią pięciokrotnie mniejszą niż kołchozy, to wytwarzają jednocześnie połowę produkcji towarowej.
30 września 2011 Alaksandr Łukaszenka ogłosił, iż w latach 2001–2011 do sektora rolniczego skierowano około 40 miliardów USD dotacji budżetowych; prezydent Białorusi obiecał równocześnie, iż do 2017 dotacje państwowe do produkcji rolniczej zostaną zlikwidowane.

## Oświata rolnicza
Przygotowanie specjalistów w dziedzinie rolnictwa odbywa się na Białorusi w czterech uczelniach rolniczych (stan na 2012 rok):
- Białoruski Państwowy Agrarny Uniwersytet Techniczny (ros. Biełorusskij gosudarstwiennyj agrarnyj tiechniczeskij uniwiersitiet)
- Białoruska Państwowa Akademia Rolnicza (ros. Biełorusskaja gosudarstwiennaja sielskochoziajstwiennaja akadiemija)
- Witebska Akademia Państwowa Medycyny Weterynaryjnej (ros. Witiebskaja gosudarstwiennaja akadiemija wietierinarnoj miedicyny)
- Państwowy Uniwersytet Rolniczy w Grodnie (ros. Grodnienskij gosudarstwiennyj agrarnyj uniwiersitiet, biał. Haradzienski dziarżauny ahrarny uniwiersitet)

Według danych Ministerstwa Rolnictwa Republiki Białorusi na wszystkich uczelniach rolniczych studiuje 37,3 tys. osób, w tym 15,5 tys. na studiach dziennych. Uczelnie zatrudniają 1839 etatowych wykładowców, w tym 93 doktorów nauk oraz 781 kandydatów nauk.
Oprócz tego w 27 szkołach Białorusi można uzyskać średnie zawodowe wykształcenie rolnicze (w 31 specjalnościach). W rolniczych szkołach średnich uczy się około 25,5 tys. osób.

## Podstawowe wskaźniki
W 2012 rolnictwo wypracowało 8,4% PKB Białorusi i zapewniło 14,8% inwestycji w kapitał podstawowy. Wskaźniki te w okresie 2000-2012 przedstawiały się następująco:
| Udział rolnictwa w PKB Białorusi oraz w inwestycjach w kapitał podstawowy (2000-2012) | Udział rolnictwa w PKB Białorusi oraz w inwestycjach w kapitał podstawowy (2000-2012) | Udział rolnictwa w PKB Białorusi oraz w inwestycjach w kapitał podstawowy (2000-2012) |
| Rok                                                                                   | Udział w PKB (w %)                                                                    | Udział w inwestycjach w kapitał podstawowy (w %)                                      |
| ------------------------------------------------------------------------------------- | ------------------------------------------------------------------------------------- | ------------------------------------------------------------------------------------- |
| 2000                                                                                  | 11,6                                                                                  | 6,8                                                                                   |
| 2005                                                                                  | 8,4                                                                                   | 13,3                                                                                  |
| 2008                                                                                  | 8,5                                                                                   | 14,9                                                                                  |
| 2009                                                                                  | 8,3                                                                                   | 17,5                                                                                  |
| 2010                                                                                  | 9,2                                                                                   | 16,5                                                                                  |
| 2011                                                                                  | 8,3                                                                                   | 11,8                                                                                  |
| 2012                                                                                  | 8,4                                                                                   | 14,8                                                                                  |

W 2012 w rolnictwie zatrudnionych było 349,8 tys. mieszkańców kraju, co stanowi 8,5% ludności. Średnia płaca w rolnictwie należy jednak do najniższych wśród wszystkich gałęzi gospodarki i w 2012 stanowiła 73,3% średniej płacy krajowej (zauważalny jest przy tym wzrost w porównaniu z 2004, gdy wynosiła zaledwie 58%).
Ogólna powierzchnia użytków rolnych na początku 2013 wynosiła 9 011,5 tys. ha. Z tego w użytkowaniu spółdzielni rolniczych znajdowało się 7 484,7 tys. ha, w użytkowaniu rolników indywidualnych 1 226,5 ha, zaś gospodarstwa farmerskie zajmowały jedynie 130,5 tys. ha.
Dane statystyczne mówią o tym, iż od 2001 stale zmniejsza się liczba maszyn i urządzeń rolniczych w kołchozach i sowchozach. Liczba traktorów zmniejszyła się z 72,9 tys. w 2001 do 44,6 tys. w 2013, samochodów ciężarowych z 46,3 tys. do 22,7 tys., kombajnów zbożowych z 17,1 tys. do 11,9 tys., kultywatorów z 26,1 tys. do 10 tys., kombajnów buraczanych z 758 do 566.
Równocześnie na Białorusi stale rośnie produkcja maszyn rolniczych. Przykładowo roczna produkcja traktorów wzrosła w latach 2000–2012 z 22 470 do 71 030 sztuk, natomiast kombajnów zbożowych – z 445 w 2000 do nawet 2 818 w 2008 r.

### Wybrane dane statystyczne produkcji rolnej
| Wielkość zbiorów wybranych roślin uprawnych na Białorusi w latach 2005–2012 (w tys. ton) | Wielkość zbiorów wybranych roślin uprawnych na Białorusi w latach 2005–2012 (w tys. ton) | Wielkość zbiorów wybranych roślin uprawnych na Białorusi w latach 2005–2012 (w tys. ton) | Wielkość zbiorów wybranych roślin uprawnych na Białorusi w latach 2005–2012 (w tys. ton) | Wielkość zbiorów wybranych roślin uprawnych na Białorusi w latach 2005–2012 (w tys. ton) |
|                                                                                          | 2005                                                                                     | 2010                                                                                     | 2011                                                                                     | 2012                                                                                     |
| ---------------------------------------------------------------------------------------- | ---------------------------------------------------------------------------------------- | ---------------------------------------------------------------------------------------- | ---------------------------------------------------------------------------------------- | ---------------------------------------------------------------------------------------- |
| Żyto                                                                                     | 1155                                                                                     | 735                                                                                      | 801                                                                                      | 1082                                                                                     |
| Pszenica                                                                                 | 1175                                                                                     | 1739                                                                                     | 2132                                                                                     | 2554                                                                                     |
| Pszenżyto                                                                                | 1121                                                                                     | 1254                                                                                     | 1312                                                                                     | 1819                                                                                     |
| Jęczmień                                                                                 | 1864                                                                                     | 1966                                                                                     | 1979                                                                                     | 1918                                                                                     |
| Owies                                                                                    | 609                                                                                      | 442                                                                                      | 448                                                                                      | 422                                                                                      |
| Warzywa strączkowe                                                                       | 331                                                                                      | 262                                                                                      | 292                                                                                      | 398                                                                                      |
| Ziemniaki                                                                                | 8185                                                                                     | 7831                                                                                     | 7148                                                                                     | 6911                                                                                     |
| Warzywa                                                                                  | 2007                                                                                     | 2335                                                                                     | 1816                                                                                     | 1581                                                                                     |
| Włókno lniane                                                                            | 50                                                                                       | 46                                                                                       | 46                                                                                       | 52                                                                                       |
| Buraki cukrowe                                                                           | 3065                                                                                     | 3773                                                                                     | 4487                                                                                     | 4774                                                                                     |

| Średnia urodzajność wybranych roślin uprawnych na Białorusi w latach 2005–2012 (w kwintalach z ha) | Średnia urodzajność wybranych roślin uprawnych na Białorusi w latach 2005–2012 (w kwintalach z ha) | Średnia urodzajność wybranych roślin uprawnych na Białorusi w latach 2005–2012 (w kwintalach z ha) | Średnia urodzajność wybranych roślin uprawnych na Białorusi w latach 2005–2012 (w kwintalach z ha) | Średnia urodzajność wybranych roślin uprawnych na Białorusi w latach 2005–2012 (w kwintalach z ha) |
| | 2005                                                                                               | 2010                                                                                               | 2011                                                                                               | 2012                                                                                               |
| -------------------------------------------------------------------------------------------------- | -------------------------------------------------------------------------------------------------- | -------------------------------------------------------------------------------------------------- | -------------------------------------------------------------------------------------------------- | -------------------------------------------------------------------------------------------------- |
| Żyto                                                                                               | 21,8                                                                                               | 21,4                                                                                               | 24,5                                                                                               | 27,6                                                                                               |
| Pszenica                                                                                           | 32,8                                                                                               | 28,9                                                                                               | 33,1                                                                                               | 35,8                                                                                               |
| Pszenżyto                                                                                          | 31,3                                                                                               | 28,8                                                                                               | 32,0                                                                                               | 37,2                                                                                               |
| Jęczmień                                                                                           | 30,7                                                                                               | 28,9                                                                                               | 29,5                                                                                               | 34,4                                                                                               |
| Owies                                                                                              | 26,6                                                                                               | 24,7                                                                                               | 28,5                                                                                               | 32,2                                                                                               |
| Warzywa strączkowe                                                                                 | 21,9                                                                                               | 20,5                                                                                               | 25,8                                                                                               | 26,1                                                                                               |
| Ziemniaki                                                                                          | 177                                                                                                | 214                                                                                                | 210                                                                                                | 208                                                                                                |
| Warzywa                                                                                            | 208                                                                                                | 247                                                                                                | 249                                                                                                | 236                                                                                                |
| Włókno lniane                                                                                      | 7,0                                                                                                | 7,7                                                                                                | 7,5                                                                                                | 9,0                                                                                                |
| Buraki cukrowe                                                                                     | 316                                                                                                | 395                                                                                                | 454                                                                                                | 485                                                                                                |